# 최윤주
최윤주(崔允周, 일본식 이름: 宮竹謙輔미야타케 겐스케, 1887년 1월 27일 ~ 1969년 9월 11일)는 일제강점기의 관료 겸 공작원으로, 본적은 경성부 종로이다. 만주 지역에서 공작원으로 활동했으며 조선총독부 중추원 참의를 역임했다.

## 생애
1893년부터 1905년까지 한학을 배웠으며 1907년부터 1909년까지 평안남도 중화군 사립충성(充成)학교에 재학했다. 1910년 전후에 대한제국 궁내부 주사를 역임했고 1910년대에 황해도 황주군 삼전면장을 역임했다. 1916년 만주 연길(延吉, 옌지)로 이주했으며 1920년 간도대한국민회 통신부장을 역임했다.
1922년부터 1934년 5월 31일까지 간도 국자가(局子街) 조선인민회 회장을 역임하면서부터 일제의 재만 조선인 통제 정책에 적극 협력했다. 1923년 간도교육협회, 1924년 빈민수업소(貧民修業所)를 설치했고 1925년 국자가무역회사 이사를 역임했다. 1931년 9월 20일 국자가 일본인민회 회장과 모략하여 이른바 '국자가 방화 사건'을 일으켰다. 이 사건은 만주사변 당시 일본군의 간도 출병을 촉진시킨 계기가 된다. 1931년 10월 7일 민생단 발기인 대표, 1932년 연길현 자위단 조직에 참여하는 등 일제의 항일 세력 탄압에도 적극 협력했으며 1934년 4월 17일부터 1937년 4월 16일까지 조선총독부 중추원 참의를 역임했다.
1934년 9월부터 간도협조회 본부 고문으로 활동하는 한편 만주식산주식회사 이사(1936년 10월 30일 ~ 1939년), 동만임업주식회사 사장(1938년 ~ 1943년), 동양지광사 이사(1939년 2월), 연길도시금융회 회장(1939년 10월)을 역임하는 등 48만원에 달하는 자본금을 보유했을 정도로 막대한 부를 축적했다. 1934년 만주국 건국공로장 수여자로 상신되었으며 1935년 조선총독부로부터 시정 25주년 기념 표창을 받았다. 1937년 4월 16일 정7위에 서위되었으며 1940년 11월 25일 만주국 정부로부터 건국신묘 창건 기념장을 받았다.
만주국 협화회 간도성(間島省, 젠다오 성) 본부 위원(1939년 9월 ~ 1940년)과 조선인교육후원회 연길(延吉, 옌지)지역 위원(1940년 8월 16일 선임), 만주국 협화회 중앙본부 위원(1943년 전후)을 역임했으며 1943년 2월 간도성 결전황민단기성회 결성을 추진했다. 광복 이후인 1949년 3월 25일 반민족행위특별조사위원회에 체포되었지만 나중에 병보석으로 석방되었다. 친일파 708인 명단의 중추원 부문, 민족문제연구소의 친일인명사전 수록자 명단의 중추원 부문과 해외 부문, 친일반민족행위진상규명위원회가 발표한 친일반민족행위 705인 명단에 포함되었다.

## 참고자료
- 친일반민족행위진상규명위원회 (2009). 〈최윤주〉. 《친일반민족행위진상규명 보고서 Ⅳ-18》. 서울. 94~120쪽.